# Kecamatan Ciwaringin
Kecamatan Ciwaringin är ett distrikt i Indonesien.   Det ligger i provinsen Jawa Barat, i den västra delen av landet, 180 km öster om huvudstaden Jakarta.